# Cold Movement Detection
Als Cold Movement Detection (CMD) wird im europäischen Zugbeeinflussungssystem ETCS eine Funktion zur Erkennung bestimmter Fahrzeugbewegungen bezeichnet.
Laut ETCS-Spezifikation soll ein mit CMD ausgerüstetes ETCS-Bordgerät über mindestens 72 Stunden in der Lage sein, nach einer Ausschaltung (Betriebsart No Power, NP) zu erkennen und aufzuzeichnen, ob das Triebfahrzeug bewegt wurde („kalt geschleppt“). Beim Wiedereinschalten des ETCS-Fahrzeuggerätes soll es die Information über mögliche Fahrzeugbewegungen nutzen, um den Status der auf dem ETCS-Fahrzeuggerät gespeicherten Informationen zu aktualisieren. Dabei handelt es sich um die Position, den Level, die Liste der unterstützten Level der Infrastruktur, die Kennung (ID) bzw. Telefonnummer des RBCs sowie die End of Loop Marker-Information der Euroloop.
Bei einem Wechsel in die ETCS-Betriebsart NP werden alle fünf Informationen als ungültig (invalid) gesetzt und so im ETCS-Fahrzeuggerät hinterlegt. Beim Wechsel in eine andere ETCS-Betriebsart werden sie auf gültig (valid) gesetzt, wenn das CMD-System keine Fahrzeugbewegung festgestellt hat. Die Überwachung des CMD-Systems auf Fahrzeugbewegungen ist dabei eine optionale von zwei Aufgaben, die dem ETCS-Fahrzeuggerät in der Betriebsart NP zufällt.
Informationen über etwaige Fahrzeugbewegungen gelten als nicht verfügbar, wenn die CMD-Funktion auf dem ETCS-Fahrzeuggerät nicht vorhanden ist oder sie während der stromlosen Phase (Betriebsart NP) einen Zustand erkennt, der der Nutzung vorhandener Informationen entgegensteht, beispielsweise ein leerer Akku der CMD.

## Nutzen
Ein wesentlicher Nutzen von CMD liegt im Aufstarten, beispielsweise beim Beginn einer Zugfahrt oder einer Weiterfahrt, wenn das ETCS-Fahrzeuggerät zuvor stromlos war – beispielsweise aufgrund eines Resets in Folge einer ETCS-Störung (durch den Triebfahrzeugführer oder nach einer durch vom System selbst erkannten Störung, die zu einem Wechsel in die Betriebsart System Failure führte).
Ohne CMD muss das ETCS-Fahrzeuggerät in einer solchen Situation annehmen, dass das Triebfahrzeug während der stromlosen Phase bewegt wurde. Daher hat es gemäß ETCS-Spezifikation die letzte Positionsinformation als nicht gültig (nicht vertrauenswürdig) anzusehen. Im Betrieb mit ETCS Level 2 bzw. 3 wird das RBC anhand dieser, per Position Report gemeldeten Position, dem ETCS-Fahrzeuggerät daher zunächst in die Betriebsart Staff Responsible oder On Sight kommandieren – mit eingeschränkter Überwachung und reduzierter Geschwindigkeit. Erst wenn wenigstens zwei verkettete Balisen befahren wurden, ist (anhand Odometrie und LRBG) eine eindeutige Bestimmung von Position und Richtung möglich. Erst auf dieser Grundlage wird das RBC eine Fahrterlaubnis in Full Supervision (FS) erteilen. Mit CMD verfügt das ETCS-Fahrzeuggerät hingegen bereits beim Aufstarten im Stillstand wieder über eine gültige Position, die ID/Telefonnummer des zuständigen RBC und weitere Daten. Es kann nicht nur schneller aufstarten, sondern schneller und lückenlos überwacht abfahren. Damit kann beispielsweise der ETCS-Betrieb in großen Bahnhöfen verbessert werden.
Auch bei einem Fahrtrichtungswechsel wird die CMD-Information nicht benötigt, da das dem nach dem Fahrtrichtungswechsel führenden Führerstand zugeordnete ETCS-Fahrzeuggerät in der Regel bereits zuvor in Betriebsart Sleeping Balisen mitgelesen hat, nicht stromlos in der ETCS-Betriebsart NP war und daher bereits im Stand über eine gültige Position verfügt.
Auf einem lediglich abgerüstet abgestellten Triebfahrzeug ist die ETCS-Ausrüstung, je nach Einbindung, in der Regel nicht völlig stromlos und verfügt mitunter auch beim Aufrüsten und dem Aufstarten in ETCS (Start of Mission) noch immer über eine gültige Position.

## Geschichte
Mitte der 2000er Jahre war Cold Movement Detection eine von 41 Fehlern und „offenen Punkten“ der SRS 2.2.2, die vorrangig in die Baseline 3 aufgenommen werden sollten, die möglichst Ende 2005 verabschiedet werden sollte. CMD wurde mittels des Change Requests 514 zur ETCS-Spezifikation in die Baseline 3 (SRS 3.0.0) aufgenommen. Ein Entwurf der Baseline 3 (SRS 3.0.0) wurde im Dezember 2008 veröffentlicht.
In den 2000er Jahren wurde auch untersucht, CMD mittels des Satellitennavigationssystems Galileo umzusetzen.
Als Produkt sind Cold Movement Detectors gemäß Baseline 3 seit 2014 verfügbar.
Eine nationale Regel (NTR) über eine Verpflichtung für eine Ausrüstung mit CMD ab 2021 lehnte die Europäische Eisenbahnagentur Ende der 2010er Jahre ab.
Cold Movement Detection wird teils als integrierte Funktion von Achsgebern angeboten. Ebenso verfügbar ist kontakt- und batterielose, magnetische CMD.
Vor Einführung der TSI ZZS 2023 war CMD bei der ETCS-Ausrüstung optional. Mit der TSI ZZS 2023 wird die Funktion schrittweise verbindlich. Für seither begonnene Fahrzeugausrüstungsprojekte ist CMD verpflichtend, bei bereits laufenden Ausrüstungsprojekten tritt dies zum 1. Januar 2028 bzw. 1. Januar 2030 ein. Eine Verpflichtung zur Nachrüstung vorhandener ETCS-Fahrzeugausrüstungen besteht nicht.

## Ausrüstung
CMD wird im Rahmen der ETCS-Einführung in Norwegen umgesetzt.
Auf 333 Triebzügen, die für den Digitalen Knoten Stuttgart mit ETCS und weiteren Techniken ausgerüstet werden, soll CMD entsprechend einer Förderrichtlinie umgesetzt werden. Damit soll nicht nur ein schnelleres Aufstarten ermöglicht werden, sondern potenziell auch weniger Balisen erforderlich sein, beispielsweise solche zum Aufstarten sowie zur Herabsetzung der Geschwindigkeit in der Rückfallebene (Staff Responsible). Die vorangegangene S-Bahn-ETCS-Untersuchung empfahl eine Fahrzeugausrüstung mit CMD, um mit zuvor abgerüsteten Fahrzeugen im Teilblock einem vorausfahrenden Zug möglichst dicht nachfahren zu können. Ferner soll CMD zu einem stabilen Hochleistungsbetrieb im Knoten beitragen. Die pilothafte Förderung der Fahrzeugausrüstung für den DKS macht die Ausrüstung mit CMD zur Bedingung. CMD zählt dabei zu einer Reihe von Techniken und Funktionen, die gegenüber einen möglichst einfachen ETCS-Ausrüstung in Summe zu Mehrkosten von etwa zehn Prozent in der Serienausrüstung geführt haben. (Ein Großteil jener zehn Prozent entfällt auf ATO. Die Kosten der Serienausrüstung werden damit mit insgesamt etwa 350.000 Euro je Triebzug beziffert.)
Auch der neue TGV M soll mit CMD ausgerüstet werden.